# Championnats du Koweït de cyclisme sur route
Les championnats du Koweït de cyclisme sur route sont les championnats nationaux de cyclisme sur route organisés par la Fédération du Koweït de cyclisme.

## Hommes

### Course en ligne
| Année | Vainqueur         | Deuxième           | Troisième        |
| ----- | ----------------- | ------------------ | ---------------- |
| 2015  | Salman Alsaffar   | Saied Jafer Alali  | Othman Almutairi |
| 2016  | Abdulhadi Alajmi  | Khaled Alkhalaifah | Ali Moslim       |
| 2017  | non organisé      |                    |                  |
| 2018  | Saied Jafer Alali | Khaled Alkhalaifah | Anas Alkandari   |

### Contre-la-montre
| Année | Vainqueur          | Deuxième           | Troisième        |
| ----- | ------------------ | ------------------ | ---------------- |
| 2015  | Saied Jafer Alali  | Salman Alsaffar    | Abdulhadi Alajmi |
| 2016  | Khaled Alkhalaifah | Abdulhadi Alajmi   | Ali Moslim       |
| 2017  | non organisé       |                    |                  |
| 2018  | Saied Jafer Alali  | Khaled Alkhalaifah | Salman Alsaffar  |

Multi-titrés
- 2 : Saied Jafer Alali